# Maxime Authom
Maxime Authom (29 marzo 1987) è un ex tennista belga.
Il 4 febbraio 2013 ha raggiunto la sua migliore classifica ATP in singolare alla 143ª posizione mondiale. Nel circuito Future ha vinto 23 tornei in singolare e 10 in doppio, specialità nella quale ha ottenuto anche l'unico titolo Challenger.

## Statistiche

### Tornei minori

#### Singolare

##### Vittorie (22)
| Legenda tornei minori |
| Challenger (0)        |
| Futures (22)          |

| N.  | Data              | Torneo                          | Superficie     | Avversario in finale | Punteggio        |
| 1.  | 13 luglio 2007    | Bulgaria F1                     | Terra rossa    | Ilija Kušev          | 6–4, 7–5         |
| 2.  | 18 luglio 2008    | Bulgaria F2                     | Terra rossa    | Yannick Mertens      | 7–6(4), 6–3      |
| 3.  | 6 settembre 2009  | Belgium F3                      | Terra rossa    | Rabie Chaki          | 6–2, 4–6, 6–3    |
| 4.  | 13 febbraio 2011  | France F3                       | Terra rossa    | Arnau Brugues-Davi   | 6–4, 6–3         |
| 5.  | 12 giugno 2011    | Netherlands F1                  | Terra rossa    | Pablo Galdón         | 6–2, 6–2         |
| 6.  | 5 febbraio 2012   | France F3                       | Cemento indoor | Gregoire Burquier    | 6–4, 6–2         |
| 7.  | 21 ottobre 2012   | France F21                      | Cemento indoor | Gregoire Burquier    | 6–2, 3–6, 6–2    |
| 8.  | 27 ottobre 2013   | France F21                      | Cemento indoor | David Guez           | 6–4, 3–6, 6–4    |
| 9.  | 2 febbraio 2014   | France F3                       | Cemento indoor | Josselin Ouanna      | 7–6(5), 7–5      |
| 10. | 19 ottobre 2014   | France F23                      | Cemento indoor | Alexandre Sidorenko  | 6–4, 6–2         |
| 11. | 26 ottobre 2014   | France F24                      | Cemento indoor | Adelchi Virgili      | 7–5, 0–6, 6–3    |
| 12. | 2 novembre 2014   | Great Britain F18               | Cemento        | Laurynas Grigelis    | 6–2, 6–1         |
| 13. | 9 novembre 2014   | Great Britain F19               | Cemento        | Joshua Milton        | 6–2, 6–4         |
| 14. | 14 dicembre 2014  | Togo F1                         | Cemento        | Enrique López Pérez  | 7–5, 6–1         |
| 15. | 27 settembre 2015 | France F19, Plaisir             | Cemento indoor | Jeremy Jahn          | 6–3, 6–4         |
| 16. | 10 luglio 2016    | Belgium F4, De Haan             | Terra rossa    | Yannick Vandenbulcke | 6–1, 4–6, 7–5    |
| 17. | 11 settembre 2016 | France F17, Bagnères–de–Bigorre | Cemento        | Hugo Nys             | 4–6, 7–6(9), 6–0 |
| 18. | 23 ottobre 2016   | France F23, Rodez               | Cemento indoor | Edoardo Eremin       | 6–3, 6–3         |
| 19. | 30 ottobre 2016   | Great Britain F4, Loughborough  | Cemento indoor | Yannick Maden        | 3–1, rit.        |
| 20. | 6 novembre 2016   | Great Britain F4, Sheffield     | Cemento indoor | Yannick Maden        | 7–5, 6–1         |
| 21. | 15 ottobre 2017   | France F23, Saint–Dizier        | Cemento indoor | David Guez           | 7–6(4), 4–6, 6–3 |
| 22. | 11 marzo 2018     | Greece F2, Candia               | Cemento        | Danilo Petrović      | 6(8)–7, 3–6, 6–3 |

##### Finali perse (11)
| Legenda tornei minori |
| Challenger (1)        |
| Futures (10)          |

| N.  | Data              | Torneo                              | Superficie     | Avversario in finale   | Punteggio     |
| 1.  | 13 agosto 2006    | Germany F11                         | Terra rossa    | Tobias Kamke           | 1–6, 4–6      |
| 2.  | 13 marzo 2011     | Canada F2                           | Cemento indoor | Charles-Antoine Brezac | 6–4, 2–6, 2–6 |
| 3.  | 19 giugno 2011    | Netherlands F2                      | Terra rossa    | Íñigo Cervantes        | 3–6, 4–6, 6–0 |
| 4.  | 25 marzo 2002     | Men's Rimouski Challenger, Rimouski | Cemento indoor | Vasek Pospisil         | 6(6)–7, 4–6   |
| 5.  | 28 ottobre 2012   | France F21                          | Cemento indoor | Fabrice Martin         | 3–6, 2–6      |
| 6.  | 15 settembre 2013 | France F15                          | Cemento indoor | Sandro Erhat           | 3–6, 2–6      |
| 7.  | 22 settembre 2013 | France F16                          | Cemento indoor | Niels Desein           | 4–6, 4–6      |
| 8.  | 23 marzo 2014     | France F7                           | Cemento indoor | Karol Beck             | 6(9)–7, 4–6   |
| 9.  | 20 marzo 2016     | France F6, Poitiers                 | Cemento indoor | Andreas Beck           | 6(8)–7, 4–6   |
| 10. | 26 giugno 2016    | Belgium F2, Havré                   | Terra rossa    | Daniel Altmaier        | 2–6, 2–6      |
| 11. | 11 febbraio 2018  | Great Britain F2, Loughborough      | Cemento indoor | Harri Heliövaara       | 6(2)–7, 4–6   |